# Lilla sjön, Västmanland
Lilla sjön är en sjö i Skinnskattebergs kommun i Västmanland och ingår i Norrströms huvudavrinningsområde.